# Georges Leekens
Georges Leekens (Meeuwen-Gruitrode, 18 maggio 1949) è un ex calciatore e allenatore di calcio belga, di ruolo difensore.
Ha giocato per molti anni nel Club Brugge come difensore centrale. È stato soprannominato Mack The Knife per via dei suoi placcaggi affilati come rasoi. Nel 2020 ha posto fine alla sua carriera di allenatore. Durante la sua carriera manageriale, è stato alla guida di quattro squadre nazionali: le nazionali di calcio belga, tunisina, algerina e ungherese. Ha anche guidato numerosi club in Belgio, Paesi Bassi, Turchia, Tunisia, Iran e Arabia Saudita.

## Carriera

### Calciatore

#### Primi anni

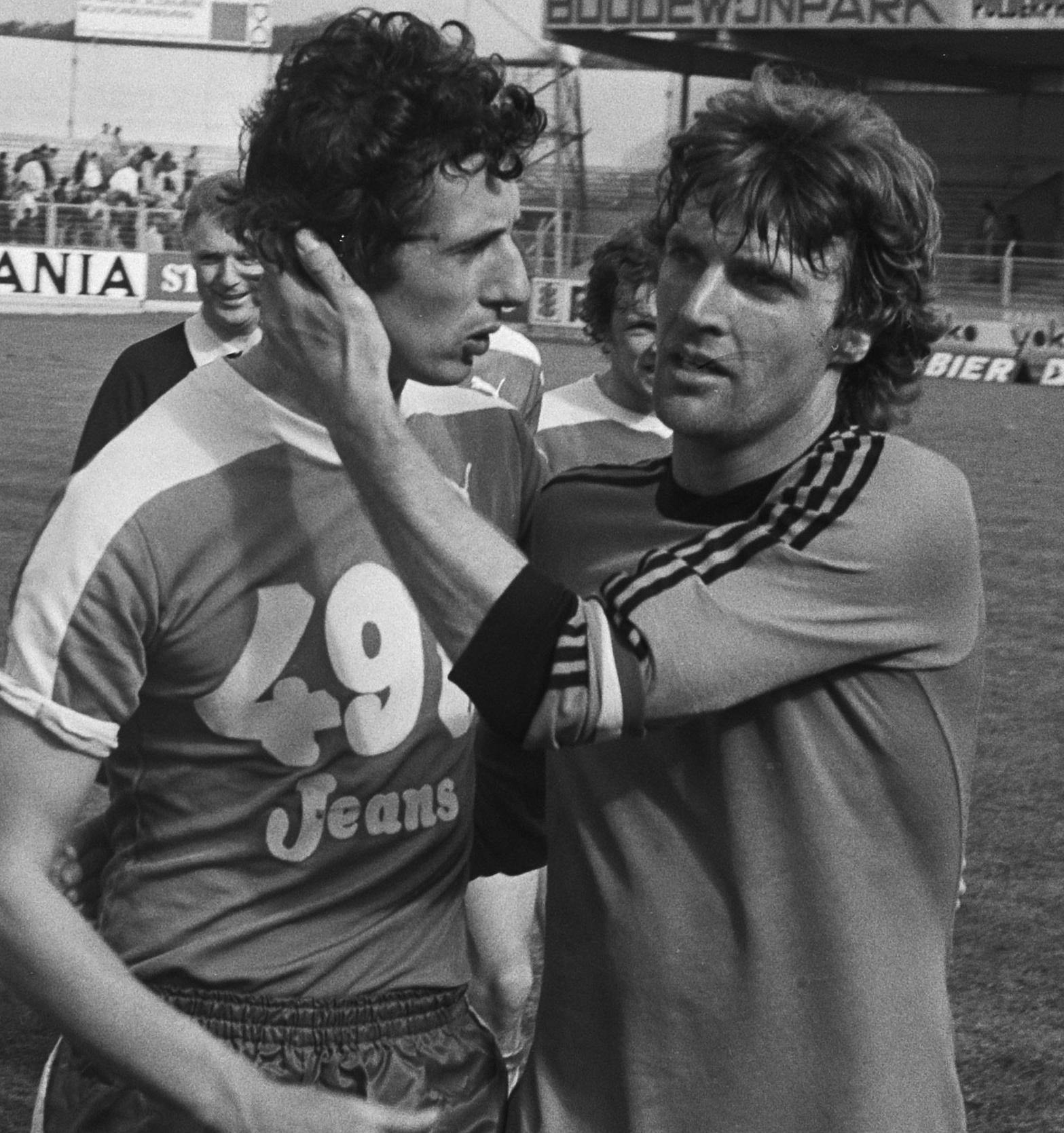
Leekens (a sinistra) e Ruud Krol nel 1978.

Dopo essersi formato allo Sporting Houthalen e al Dessel Sport, Leekens ha iniziato la sua carriera professionistica al Crossing Schaerbeek nel 1970 . Insieme a suo fratello René Leekens, è passato dal Dessel Sport al Crossing Schaarbeek. I suoi contrasti divennero il suo marchio di fabbrica, guadagnandosi il soprannome di Mac the Knife in quel periodo. Nel 1972 lasciò la squadra per il Club Brugge dell'allenatore Leo Canjels.

#### Club Brugge
Dopo aver giocato regolarmente nel Club Brugge, è diventato titolare sotto l'allenatore Ernst Happel. Al Club Brugge ha vissuto il periodo di maggior successo. È diventato cinque volte campione nazionale e ha vinto una Coppa del Belgio. Ha raggiunto due finali europee con il Club, ma ha perso in tutte e due contro il Liverpool. Ha lasciato il club ne 1981 insieme a Fons Bastijns, René Vandereycken, Walter Meeuws e Paul Courant. Dopo queste dimissioni è iniziato un periodo in discesa per il Club Brugge.

#### Sint-Niklaas
Entrato in terza divisione con il Sint-Niklase SK, ha subito portato la squadra alla promozione in Seconda Divisione. Nel 1984 il club vinse il titolo di Seconda Divisione. Dopo quella stagione Leekens ha posto fine alla sua carriera di calciatore.

### Allenatore

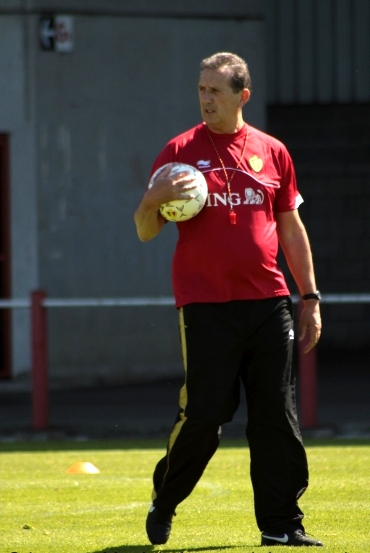
Georges Leekens nel 2011 in veste di CT della nazionale belga

Dopo il ritiro, nel 1984, diviene tecnico del Cercle Bruges, che guida per tre stagioni vincendo la Coppa del Belgio nel 1984-1985. Nel 1987-1988 è alla guida dell'Anderlecht. Dopo aver allenato il Kortrijk per una stagione, passa sulla panchina del Club Bruges, con cui vinse campionato e Supercoppa del Belgio nel 1990 e Coppa del Belgio e Supercoppa del Belgio nel 1991. In seguito allena Malines, Trabzonspor, di nuovo Cercle Bruges e Charleroi, prima di firmare per il R.E. Mouscron, con cui ottiene la promozione nella massima divisione belga nel 1996-1997.
Nominato commissario tecnico della nazionale belga nel 1997, ottiene la qualificazione al campionato del mondo 1998 grazie al successo nei play-off contro l'Irlanda. È esonerato dopo il terzo posto nel girone di Francia 1998, dopo tre pareggi.
Dopo un breve passaggio al Lokeren e al Roda JC, alla fine del 2002 diviene CT dell'Algeria, che qualifica alla Coppa d'Africa 2004 in Tunisia, ma rescinde il contratto per motivi familiari e già nel 2003 torna in Belgio.
Guida nuovamente il Mouscron, nel 2003-2004. In seguito allena per tre anni il Gent. Dal 2007 al 2009 è nuovamente al Lokeren, poi tenta l'esperienza in Arabia Saudita, divenendo tecnico dell'Al-Hilal. Dopo tre mesi, il 4 maggio 2009, è esonerato dalla dirigenza a seguito della sconfitta per 3-0 contro l'Al-Shabab. Nel 2009-2010 è di nuovo alla guida del Kortrijk.
L'11 maggio 2010 è nominato nuovamente CT del Belgio, con contratto sino al 2012. Il 12 aprile 2011 estende il proprio contratto fino al 2014 sulla scorta dei buoni risultati nelle qualificazioni al campionato d'Europa 2012. Il 13 maggio 2012 è preannunciato il suo ritorno sulla panchina del Club Bruges, anticipato dall'esonero da CT del Belgio a seguito di alcune sconfitte.
Il 27 marzo 2014 firma un biennale come commissario tecnico della Tunisia, per un salario mensile di 25 000 euro. Esordisce nella vittoria per 1-0 contro la Corea del Sud. Partecipa alla Coppa d'Africa 2015 dove arriva primo al proprio girone, ma viene eliminato ai quarti di finale per 2-1 dal Guinea Equatoriale, squadra del paese ospitante. Il 28 giugno 2015 a pochi giorni dall’apertura delle qualificazioni per la Coppa d’Africa 2017 rescinde il proprio contratto, nonostante la vittoria per 8-1 contro il Gibuti alla prima giornata della competizione.
Il 25 ottobre ritorna per la terza volta alla guida del Lokeren in sostituzione dell’esonerato Bob Peeters, prende la squadra al quattordicesimo posto in classifica con 11 punti. Esordisce nella sconfitta casalinga per 1-2 contro il KAA Gent. Viene eliminato ai ottavi di finale della Coppa del Belgio per 1-0 dal Club Brugge. Chiude il campionato all’undicesimo posto. Il 27 ottobre 2017 dopo aver superato il sesto turno della Coppa del Belgio battendo per 3-2 il Cercle Brugge e con la squadra al tredicesimo posto in campionato, rassegna le dimissioni.
Il giorno seguente viene nominato commissario tecnico dell'Algeria.. Esordisce nella partita persa per 3-1 contro la Nigeria, valevole per la qualificazione al campionato del mondo 2018. Il 24 gennaio 2017, dopo la clamorosa eliminazione al primo turno nella fase finale della Coppa d'Africa 2017 in Gabon, rassegna le dimissioni.
Il 1 novembre la federcalcio ungherese lo nomina commissario tecnico della nazionale magiara. Esordisce nella partita persa per 3-2 contro il Kazakistan. Il 19 giugno 2018, dopo aver ottenuto un pareggio e subito 3 sconfitte, viene sollevato dall'incarico con sole quattro panchine all'attivo.
In seguito allena per qualche settimana, dal 10 ottobre al 26 novembre 2018, i tunisini dell'Étoile du Sahel. Il 13 gennaio 2019 assume la guida degli iraniani del Tractor Sazi.

## Attività politica
Il 4 maggio 2018, il dipartimento locale della CD&V di Oostkamp ha annunciato che Leekens avrebbe guidato la propria lista in occasione delle elezioni di ottobre di quell'anno. Leekens vive a Hertsberge, un sottocomune di Oostkamp e ha sostenuto il sindaco in carica Jan de Keyser. Nelle elezioni municipali del 2018, Leekens non è stato eletto nel consiglio comunale di Oostkamp, nonostante abbia ricevuto 501 voti.

## Statistiche

### Statistiche da allenatore
In grassetto le competizioni vinte.
| Stagione             | Squadra              | Campionato           | Campionato | Campionato | Campionato | Campionato | Coppe nazionali | Coppe nazionali | Coppe nazionali | Coppe nazionali | Coppe nazionali | Coppe continentali | Coppe continentali | Coppe continentali | Coppe continentali | Coppe continentali | Altre coppe | Altre coppe | Altre coppe | Altre coppe | Altre coppe | Totale | Totale | Totale | Totale | % Vittorie | Piazzamento      |
| Stagione             | Squadra              | Comp                 | G          | V          | N          | P          | Comp            | G               | V               | N               | P               | Comp               | G                  | V                  | N                  | P                  | Comp        | G           | V           | N           | P           | G      | V      | N      | P      | %          | Piazzamento      |
| -------------------- | -------------------- | -------------------- | ---------- | ---------- | ---------- | ---------- | --------------- | --------------- | --------------- | --------------- | --------------- | ------------------ | ------------------ | ------------------ | ------------------ | ------------------ | ----------- | ----------- | ----------- | ----------- | ----------- | ------ | ------ | ------ | ------ | ---------- | ---------------- |
| 1984-1985            | Cercle Bruges        | D1                   | 34         | 10         | 9          | 15         | CB              | 9               | 5               | 3               | 1               | -                  | -                  | -                  | -                  | -                  | -           | -           | -           | -           | -           | 43     | 15     | 12     | 16     | 34,88      | 11º              |
| 1985-1986            | Cercle Bruges        | D1                   | 34         | 12         | 10         | 12         | CB+CdL          | 9+8             | 6+5             | 2+2             | 1+1             | CdC                | 2                  | 1                  | 0                  | 1                  | SB          | 1           | 0           | 0           | 1           | 54     | 24     | 14     | 16     | 44,44      | 10º              |
| 1986-1987            | Cercle Bruges        | D1                   | 34         | 9          | 12         | 13         | CB              | 7               | 4               | 1               | 2               | -                  | -                  | -                  | -                  | -                  | -           | -           | -           | -           | -           | 41     | 13     | 13     | 15     | 31,71      | 11º              |
| 1987-feb. 1988       | Anderlecht           | D1                   | 22         | 9          | 8          | 5          | CB              | 4               | 4               | 0               | 0               | CC                 | 4                  | 3                  | 1                  | 0                  | SB          | 2           | 1           | 1           | 0           | 32     | 17     | 10     | 5      | 53,13      | Eson.            |
| 1988-1989            | Kortrijk             | D1                   | 34         | 9          | 17         | 8          | CB              | 4               | 3               | 0               | 1               | -                  | -                  | -                  | -                  | -                  | -           | -           | -           | -           | -           | 38     | 12     | 17     | 9      | 31,58      | 8º               |
| 1989-1990            | Club Bruges          | D1                   | 34         | 25         | 7          | 2          | CB              | 2               | 1               | 0               | 1               | CU                 | 4                  | 1                  | 1                  | 2                  | -           | -           | -           | -           | -           | 40     | 27     | 8      | 5      | 67,50      | 1º               |
| 1990-1991            | Club Bruges          | D1                   | 34         | 18         | 11         | 5          | CB              | 8               | 7               | 1               | 0               | CC                 | 4                  | 1                  | 2                  | 1                  | SB          | 1           | 0           | 1           | 0           | 47     | 26     | 15     | 6      | 55,32      | 4º               |
| 1991-1992            | Malines              | D1                   | 34         | 15         | 13         | 6          | CB              | 8               | 5               | 3               | 0               | CU                 | 2                  | 0                  | 1                  | 1                  | -           | -           | -           | -           | -           | 44     | 20     | 17     | 7      | 45,45      | 4º               |
| 1992-1993            | Trabzonspor          | T.1L                 | 30         | 17         | 9          | 4          | TK              | 4               | 3               | 0               | 1               | CdC                | 4                  | 1                  | 2                  | 1                  | -           | -           | -           | -           | -           | 38     | 21     | 11     | 6      | 55,26      | 3º               |
| ago.-set. 1993       | Trabzonspor          | T.1L                 | 4          | 1          | 2          | 1          | TK              | -               | -               | -               | -               | CU                 | 1                  | 1                  | 0                  | 0                  | -           | -           | -           | -           | -           | 5      | 2      | 2      | 1      | 40,00      | Eson.            |
| Totale Trabzonspor   | Totale Trabzonspor   | Totale Trabzonspor   | 34         | 18         | 11         | 5          |                 | 4               | 3               | 0               | 1               |                    | 5                  | 2                  | 2                  | 1                  |             | -           | -           | -           | -           | 43     | 23     | 13     | 7      | 53,49      |                  |
| nov. 1993-1994       | Cercle Bruges        | D1                   | 21         | 7          | 7          | 7          | CB              | 1               | 0               | 0               | 1               | -                  | -                  | -                  | -                  | -                  | -           | -           | -           | -           | -           | 22     | 7      | 7      | 8      | 31,82      | Sub. 12º         |
| Totale Cercle Bruges | Totale Cercle Bruges | Totale Cercle Bruges | 123        | 38         | 38         | 47         |                 | 34              | 20              | 8               | 6               |                    | 2                  | 1                  | 0                  | 1                  |             | 1           | 0           | 0           | 1           | 160    | 59     | 46     | 55     | 36,88      |                  |
| 1994-1995            | Charleroi            | D1                   | 34         | 10         | 11         | 13         | CB              | 1               | 0               | 0               | 1               | CU+Int.            | 2+1                | 1+1                | 0+0                | 1+0                | -           | -           | -           | -           | -           | 38     | 12     | 11     | 15     | 31,58      | 13º              |
| 1995-1996            | R.E. Mouscron        | D2                   | 34+6       | 18+4       | 8+1        | 8+1        | CB              | 1               | 0               | 0               | 1               | -                  | -                  | -                  | -                  | -                  | -           | -           | -           | -           | -           | 41     | 22     | 9      | 10     | 53,66      | 3º (prom.)       |
| 1996-gen. 1997       | R.E. Mouscron        | D1                   | 19         | 12         | 5          | 2          | CB              | 1               | 0               | 0               | 1               | -                  | -                  | -                  | -                  | -                  | -           | -           | -           | -           | -           | 20     | 12     | 5      | 3      | 60,00      | Risoluz.         |
| set. 1999-2000       | Lokeren              | D1                   | 30         | 12         | 9          | 9          | CB+CdL          | 3+2             | 2+1             | 0+0             | 1+1             | -                  | -                  | -                  | -                  | -                  | -           | -           | -           | -           | -           | 35     | 15     | 9      | 11     | 42,86      | Sub. 10º         |
| 2000-2001            | Lokeren              | D1                   | 34         | 16         | 9          | 9          | CB              | 3               | 2               | 0               | 1               | Int.               | 1                  | 1                  | 0                  | 0                  | -           | -           | -           | -           | -           | 38     | 19     | 9      | 10     | 50,00      | 4º               |
| 2001-2002            | Roda JC              | ED                   | 29         | 11         | 7          | 11         | CO              | 1               | 0               | 0               | 1               | CU                 | 7                  | 4                  | 0                  | 3                  | -           | -           | -           | -           | -           | 37     | 15     | 7      | 15     | 40,54      | Sub. 13°         |
| 2003-2004            | R.E. Mouscron        | D1                   | 34         | 15         | 14         | 5          | CB              | 6               | 3               | 2               | 1               | -                  | -                  | -                  | -                  | -                  | -           | -           | -           | -           | -           | 40     | 18     | 17     | 6      | 45,00      | 5º               |
| Totale R.E. Mouscron | Totale R.E. Mouscron | Totale R.E. Mouscron | 93         | 49         | 28         | 16         |                 | 8               | 3               | 2               | 3               |                    | -                  | -                  | -                  | -                  |             | -           | -           | -           | -           | 101    | 52     | 30     | 19     | 51,49      |                  |
| 2004-2005            | Gent                 | D1                   | 34         | 18         | 5          | 11         | CB              | 4               | 2               | 0               | 2               | Int.               | 4                  | 3                  | 0                  | 1                  | -           | -           | -           | -           | -           | 42     | 23     | 5      | 14     | 54,76      | 6º               |
| 2005-2006            | Gent                 | D1                   | 34         | 18         | 7          | 9          | CB              | 4               | 2               | 1               | 1               | Int.               | 6                  | 2                  | 2                  | 2                  | -           | -           | -           | -           | -           | 44     | 22     | 10     | 12     | 50,00      | 4º               |
| 2006-2007            | Gent                 | D1                   | 34         | 18         | 6          | 10         | CB              | 6               | 5               | 0               | 1               | Int.               | 2                  | 0                  | 1                  | 1                  | -           | -           | -           | -           | -           | 42     | 23     | 7      | 12     | 54,76      | 4º               |
| Totale Gent          | Totale Gent          | Totale Gent          | 102        | 54         | 18         | 30         |                 | 14              | 9               | 1               | 4               |                    | 12                 | 5                  | 3                  | 4                  |             | -           | -           | -           | -           | 128    | 68     | 22     | 38     | 53,13      |                  |
| 2007-2008            | Lokeren              | D1                   | 34         | 9          | 15         | 10         | CB              | 1               | 0               | 0               | 1               | -                  | -                  | -                  | -                  | -                  | -           | -           | -           | -           | -           | 35     | 9      | 15     | 11     | 25,71      | 12º              |
| 2008-mar. 2009       | Lokeren              | PL                   | 27         | 10         | 11         | 6          | CB              | 2               | 1               | 0               | 1               | -                  | -                  | -                  | -                  | -                  | -           | -           | -           | -           | -           | 29     | 11     | 11     | 7      | 37,93      | Eson.            |
| apr.-mag. 2009       | Al-Hilal             | SPL                  | 2          | 1          | 0          | 1          | KC              | 3               | 0               | 2               | 1               | ACL                | 2                  | 2                  | 0                  | 0                  | -           | -           | -           | -           | -           | 7      | 3      | 2      | 2      | 42,86      | Sub. 2º          |
| 2009-2010            | Kortrijk             | PL                   | 28+10      | 12+3       | 9+1        | 7+6        | CB              | 4               | 3               | 0               | 1               | -                  | -                  | -                  | -                  | -                  | -           | -           | -           | -           | -           | 42     | 18     | 10     | 14     | 42,86      | 5º               |
| Totale Kortrijk      | Totale Kortrijk      | Totale Kortrijk      | 72         | 24         | 27         | 21         |                 | 8               | 6               | 0               | 2               |                    | -                  | -                  | -                  | -                  |             | -           | -           | -           | -           | 80     | 30     | 27     | 23     | 37,50      |                  |
| lug.-nov. 2012       | Club Bruges          | PL                   | 14         | 6          | 4          | 4          | CB              | 1               | 1               | 0               | 0               | UCL+UEL            | 2+5                | 0+3                | 1+0                | 1+2                | -           | -           | -           | -           | -           | 22     | 10     | 5      | 7      | 45,45      | Eson.            |
| Totale Club Bruges   | Totale Club Bruges   | Totale Club Bruges   | 82         | 49         | 22         | 11         |                 | 11              | 9               | 1               | 1               |                    | 15                 | 5                  | 4                  | 6                  |             | 1           | 0           | 1           | 0           | 109    | 63     | 28     | 18     | 57,80      |                  |
| ott. 2015-2016       | Lokeren              | PL                   | 18+6       | 5+3        | 8+2        | 5+1        | CB              | 1               | 0               | 0               | 1               | -                  | -                  | -                  | -                  | -                  | -           | -           | -           | -           | -           | 25     | 8      | 10     | 7      | 32,00      | Sub. 11º         |
| lug.-ott. 2016       | Lokeren              | PL                   | 12         | 3          | 1          | 8          | CB              | 1               | 1               | 0               | 0               | -                  | -                  | -                  | -                  | -                  | -           | -           | -           | -           | -           | 13     | 4      | 1      | 8      | 30,77      | Eson.            |
| Totale Lokeren       | Totale Lokeren       | Totale Lokeren       | 161        | 58         | 55         | 48         |                 | 13              | 7               | 0               | 6               |                    | 1                  | 1                  | 0                  | 0                  |             | -           | -           | -           | -           | 175    | 66     | 55     | 54     | 37,71      |                  |
| ott.-dic. 2018       | Étoile du Sahel      | CLP-1                | 7          | 2          | 5          | 0          | CT              | -               | -               | -               | -               | -                  | -                  | -                  | -                  | -                  | CCA         | 2           | 1           | 1           | 0           | 9      | 3      | 6      | 0      | 33,33      | Sub. Resc. cons. |
| gen.-mag. 2019       | Tractor Sazi         | PL                   | 15         | 7          | 5          | 3          | CH              | -               | -               | -               | -               | -                  | -                  | -                  | -                  | -                  | -           | -           | -           | -           | -           | 15     | 7      | 5      | 3      | 46,67      | Sub. 5°          |
| Totale carriera      | Totale carriera      | Totale carriera      | 810        | 345        | 248        | 217        |                 | 109             | 66              | 17              | 26              |                    | 53                 | 25                 | 11                 | 17                 |             | 6           | 2           | 3           | 1           | 978    | 438    | 279    | 261    | 44,79      |                  |

## Palmarès

### Giocatore
- Campionato belga: 5

Club Brugge: 1972-1973, 1975-1976, 1976-1977, 1977-1978, 1979-1980
- Coppe del Belgio: 1

Club Brugge: 1976-1977
- Supercoppe del Belgio: 1

Club Brugge: 1980

### Allenatore
- Campionato belga: 1

Club Brugge: 1989-1990
- Coppe del Belgio: 2

Cercle Brugge: 1984-1985
Club Brugge: 1990-1991
- Supercoppe del Belgio: 2

Club Brugge: 1990
Anderlecht: 1987